# 疑經派
疑經派是歷史學上對《聖經》內容的真實性持懷疑態度，甚至是全盤否定態度的歷史學家。
在過去的西方社會，由於歷史的原因，一直都對《聖經》的內容都深信不疑。不過，自19世紀的新思潮開始，不少人開始質疑《聖經》內容的真實性，特別是當中接近神話及難以理解的內容。
疑經派的出現，一方面大大削弱了各地教會，特別是羅馬天主教會的威信；但另一方面，他們的質疑亦推動了神學家對《聖經》的實證研究。不少人主動到有爭議事件的發生地點作考古考察，希望能夠為《聖經》所記載的事件尋找一個有力的證據。當中，在第二次世界大戰之後出版的一本書《鐵證待判》就記錄了不少這些考察結果。可是由於當時歷史學家對發掘出來的西亞文獻未能解讀，使這些歷史與聖經之間的矛盾變成了懸而未決的難題。
自從電腦在學術界的使用變得普及，使這些文獻的解讀過程得以加快。一方面，電腦被應用於文獻的解碼過程；另一方面，互聯網的普及使不少人亦可以接觸這些文獻。他們都有協助解讀這些文本，從而使過去的歷史得以重新發現。